# Gaby Moreno
María Gabriela Moreno Bonilla (Ciudad de Guatemala, 16 de diciembre de 1981), conocida profesionalmente como Gaby Moreno, es una cantautora y guitarrista guatemalteca. Su música abarca desde Blues, Jazz, Soul a R&B. También canta en inglés, francés y portugués. Es conocida por cantar con Ricardo Arjona en la canción Fuiste tú.
En 2013, grabó covers de las populares canciones «Kiss of Fire» y «The Weed Smoker's Dream» con Hugh Laurie para su álbum Didn't It Rain. En numerosas ocasiones a partir de octubre de 2016, actuó con Chris Thile en Live From Here dándole un mayor reconocimiento entre los oyentes estadounidenses. Algunas de sus versiones populares incluyen «Amapola» y «No soy el aire».

## Carrera

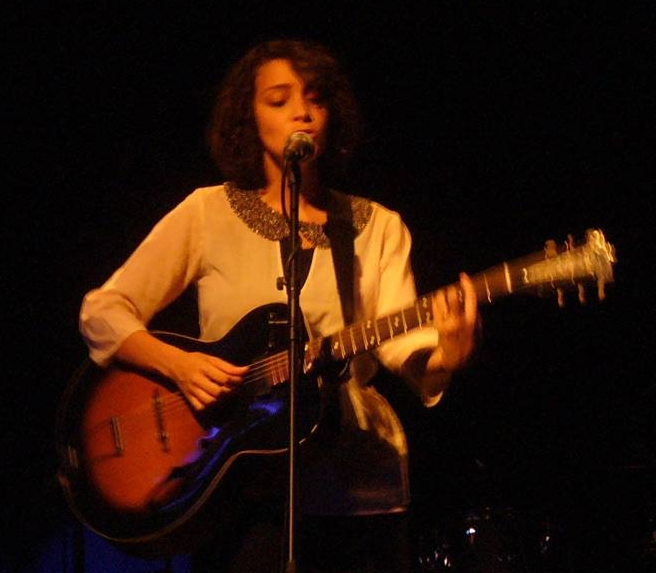
Gaby Moreno en Reutlingen, Alemania (junio de 2012)

En agosto de 2009, Moreno realizó una gira con la cantante y compositora Tracy Chapman. Más tarde, en noviembre de 2009, Moreno realizó una gira como apoyo directo de Ani Difranco, en una gira por la costa este de los Estados Unidos. Difranco invitó a Moreno a salir de gira en enero/febrero de 2010. Y en julio de 2010 hizo una gira en Alemania (Constanza, Heidelberg y Ravensburg) y Francia.
A principios de 2011, Moreno y su banda realizaron su primera gira como titular de cartel. Hicieron una gira por Países Bajos y Bélgica, formando parte de la gira "World Sessions". Además, Moreno y su banda abrieron como teloneros en tres shows de Nouvelle Vague en Alemania. También a finales de 2011, Gaby realizó una gira por la costa este de los Estados Unidos como telonera de The Milk Carton Kids. 
En febrero de 2012 Moreno realizó varios  conciertos en Francia. En la primavera del  2012 dio conciertos junto a Ricardo Arjona durante su gira "Metamorfosis World Tour". En junio de 2012 apareció en "The Tonight Show with Jay Leno" junto a Kris Kristofferson y otros para conmemorar los 50 años de Amnistía Internacional. En mayo y junio del 2012 participó en conciertos en Irlanda ("Electric Burma" en honor a Aung San Suu Kyi junto a Bono, Damien Rice, Bob Geldof, Angelique Kidjo, etc), Alemania, Francia y Londres (con Van Dyke Parks ). Se presentó nuevamente en Francia, (Le Havre, Verdun y París.)
Junto a Hugh Laurie y The Copper Bottom Band hizo giras en el 2013 por Europa, y en marzo de 2014 por Argentina, Brasil y México.
En 2015 realizó el Festival Acústico: Gaby Moreno y amigos. El primer día del festival fue el 28 de febrero y contó con las actuaciones de Óscar Isaac, Sara Watkins e Ishto Juevez. Al día siguiente, Gaby Moreno ofreció su segundo concierto del festival. Luego de su interpretación de las canciones Ave que Migra y Blues de Mar, presentó a su invitada Devorah Rahel con quien interpretó la canción Y Tu Sombra. Su siguiente invitado fue El Gordo, seguido de Ishto Juevez. Gaby también tocó una canción llamada Maldición, Bendición, que es parte de su nueva producción. El festival también contó con las apariciones musicales de Alex Ferreira, la cantante mexicana Ximena Sariñana y Natalia Lafourcade.
Desde el 2016 Gaby Moreno es una invitada recurrente en Live From Here. 
En 2018, Gaby Moreno lanzó una versión de la canción de 1998 del artista trinitense David Rudder, "Los inmigrantes", hecha con el arreglista y productor Van Dyke Parks, antes de la celebración del 4 de julio en Estados Unidos (día de la independencia), y las ganancias se destinarán a CARECEN .
En 2019, ¡Adornado con lentejuelas!, una colaboración entre Gaby Moreno y Van Dyke Parks, fue lanzada en Metamorfosis & Nonesuch Records. El álbum incluye un bolero de Panamá, una bossa nova de Brasil, una canción de Moreno, Los inmigrantes" de David Rudder y la canción "Across the Borderline" de Ry Cooder, John Hiatt y Jim Dickinson, interpretada con Cooder y Jackson Browne.
¡Spangled!, una colaboración entre Moreno y Parks, fue lanzado en 2020 en Metamorfosis & Nonesuch Records. El álbum incluye un bolero de Panamá, una bossa nova de Brasil, una canción de Moreno, "The Immigrants" de David Rudder y la canción "Across the Borderline" de Ry Cooder, John Hiatt y Jim Dickinson, interpretada con Cooder y Jackson Browne.
Como compositor, Moreno grabó y produjo la banda sonora de la película Language Lessons (dirigida por Natalie Morales) y recibió una nominación al Emmy por "Mejor canción principal original" por la canción principal del programa de NBC Parks and Recreation.
En 2022, Moreno lanzó un álbum de larga duración, Dreamers Dream On, con su proyecto paralelo de armonía de tres partes, The SongBirds, y lanzó su séptimo álbum de estudio en solitario autoproducido, Alegoría, que le valió una segunda nominación al GRAMMY.
Moreno canta la canción principal y dió voz al personaje Marlena de la serie de televisión infantil de Disney, Elena de Ávalor. Su versión de la canción "Cucurrucucú Paloma" apareció en una escena clave durante la última temporada del programa original de Netflix Orange Is the New Black. 
Moreno apareció junto a Rupert Grint en un episodio dirigido por Catherine Hardwicke del Gabinete de Curiosidades de Guillermo del Toro.
Moreno también colaboró con el compositor Heitor Pereira para escribir e interpretar la canción "Por Que Te Vas" para El Gato con Botas: El Último Deseo de DreamWorks Animation.
En 2023 compuso la canción "El Saber" para la película Radical protagonizada por Eugenio Derbez.

## Reconocimientos
En 2006, ganó el Gran Premio en el Concurso de Composición John Lennon con su canción "Escondidos", primero en la categoría latina y luego en la general. En julio de 2010, Moreno fue nominada con su coguionista Vincent Jones para un Emmy en la categoría de música temática principal destacada" por su tema principal para Parques y Recreación de NBC.
En 2024, ganó el Premio Grammy al Mejor Álbum Pop Latino. Ese mismo año fue reconocida como una de las mujeres más influyentes del mundo al ser incluida en la lista 100 Women de la BBC.

## Opiniones de la crítica
Ariana Morgenstern de KCRW, productora de Morning Becomes Eclectic, presentó a Moreno en un podcast de octubre de 2008 y le otorgó el estatus de Today's Top Tune" a su canción "Song of You". Dijo que la tomó por sorpresa su sentimiento orgánico y sutil".
NPR comentó sobre el disco debut de Moreno Still the Unknown y dijo: "ya sea que Moreno decida quedarse con el pop, el soul o el latín (o una fusión de los tres) para futuros lanzamientos, Still the Unknown es un debut prometedor que indica que no pasará desapercibida por mucho más tiempo." 

## Discografía

### Álbumes
- 2009: Still the Unknown (lanzado de forma independiente)
- 2010: A Good Old Christmastime EP (lanzado de forma independiente)
- 2011: lanzamiento europeo de Still the Unknown (World Connection Records)
- 2011: Canciones ilustradas (lanzadas de forma independiente)
- 2012: lanzamiento europeo de canciones ilustradas (World Connection Records)
- 2012: Postales (Metamorfosis)
- 2014: Posada (Álbum de Navidad)
- 2016: ilusión
- 2019: ¡Spangled!
- 2022: Alegoría

### Individual
- 1996: Himno Nacional de Guatemala - cover de la canción (escrita por José Joaquín Palma ) en celebracion a los 100 años del Himno Nacional
- 2009: Smile - The Cove - cantó la canción Smile" (escrita por Charlie Chaplin ) en el documental ganador del Oscar[15]
- 2010: Quizás - cover de la canción
- 2017: He Ain't Heavy, Is My Brother - cover de la canción en colaboración con Mike Garson
- 2018: Los inmigrantes - en colaboración con Van Dyke Parks

## Filmografía
| Año  | Título                              | Papel | Nota (s) |
| ---- | ----------------------------------- | ----- | -------- |
| 2013 | Hugh Laurie: Live On The Queen Mary | Coros |          |

### Televisión
| Año     | Título                                            | Papel           | Nota (s)                              |
| ------- | ------------------------------------------------- | --------------- | ------------------------------------- |
| 2017    | Family Guy                                        | (voz)           | Episodio: "Dearly Deported"           |
| 2018-20 | Elena de Avalor                                   | Marlena (voz)   | 3 episodios                           |
| 2019    | Deshecho                                          | Ella misma      | Episodio: Solo en esto (me tienes)"   |
| 2022    | El gabinete de curiosidades de Guillermo del Toro | Cantante latina | Episodio: “Dreams In The Witch House” |

## Premios y nominaciones

### Premios Grammy
Un premio Grammy es un galardón de la Academia de Artes y Ciencias de la Grabación para reconocer los logros sobresalientes en la industria de la música.
| Año  | Trabajo     | Categoría                 | Resultado | Ref    |
| ---- | ----------- | ------------------------- | --------- | ------ |
| 2024 | Gaby Moreno | Mejor álbum de pop latino | Ganadora  | [ 17 ] |

### Premios Grammy Latino
Un premio Grammy Latino es un galardón otorgado por la Academia Latina de Artes y Ciencias de la Grabación para reconocer logros sobresalientes en la industria de la música.
| Año  | Trabajo     | Categoría           | Resultado | Ref    |
| ---- | ----------- | ------------------- | --------- | ------ |
| 2012 | Fuiste Tú   | Grabación del año   | Nominada  | [ 18 ] |
| 2013 | Gaby Moreno | Mejor artista nuevo | Ganadora  | [ 19 ] |

### Orden Presidencial de Guatemala
En diciembre de 2024, recibió de manos del presidente de Guatemala, Bernardo Arévalo de León, la Orden Presidencial por su trayectoria internacional.